# XIII Mistrzostwa Świata w Lataniu Rajdowym
XIII Mistrzostwa Świata w Lataniu Rajdowym – zawody lotnicze Międzynarodowej Federacji Lotniczej (FAI), organizowane w dniach 26 lipca–3 sierpnia 2003 w Rustenburgu w Republice Południowej Afryki. 

## Uczestnicy
W zawodach wzięło udział 51 załóg z 14 krajów: RPA (7), Austrii (6), Wielkiej Brytanii (6), Niemiec (6), Polski (4), Francji (4), Czech (4), Rosji (3), Hiszpanii (3), Chile (3), Grecji (2), Węgier (1), Cypru (1), Portugalii (1). Głównym sędzią był Andrzej Osowski z Polski.
W skład polskiej ekipy wchodziły 4 załogi (pilot / nawigator):
- Janusz Darocha / Zbigniew Chrząszcz
- Michał Bartler / Michał Wieczorek
- Krzysztof Wieczorek / Wacław Wieczorek
- Marek Kachaniak / Dariusz Zawłocki

## Przebieg
W skład poszczególnych konkurencji wchodziły osobno punktowane próby wykonywania obliczeń nawigacyjnych, rozpoznania lotniczego i próby lądowania.
Wyniki pierwszej konkurencji nawigacyjnej:
1. Nigel Hopkins / Dale de Klerk  RPA - 324 pkt (karnych)
2. Philippe Odeon / Philippe Muller  Francja - 344 pkt
3. Krzysztof Wieczorek / Wacław Wieczorek  Polska - 418 pkt
4. Jiří Filip / Michal Filip  Czechy - 432 pkt
5. Marek Kachaniak / Dariusz Zawłocki  Polska - 448 pkt

Pozostałe polskie załogi: J. Darocha / Z. Chrząszcz - #8 (545 pkt), M. Bartler / M. Wieczorek - #13 (762 pkt).
Wyniki drugiej konkurencji nawigacyjnej:
1. Nigel Hopkins / Dale de Klerk  RPA - 166 pkt
2. Nathalie Strube / Patrick Sicard  Francja  - 538 pkt
3. M. Lifszic / Dmitrij Suchariew  Rosja  - 576 pkt
4. Petr Opat / Václav Pojer  Czechy - 612 pkt
5. Janusz Darocha / Zbigniew Chrząszcz  Polska - 672 pkt

Pozostałe polskie załogi: M. Bartler / M. Wieczorek - #6 (691 pkt), K. Wieczorek / W. Wieczorek - #16 (1068 pkt), M. Kachaniak / D. Zawłocki - #32 (1493 pkt). 
Wyniki trzeciej konkurencji nawigacyjnej:
1. Jiří Filip / Michal Filip  Czechy - 168 pkt
2. Janusz Darocha / Zbigniew Chrząszcz  Polska - 188 pkt
3. Adrian Pilling / Renier Moolman  RPA - 188 pkt
4. Nathalie Strube / Patrick Sicard  Francja - 236 pkt
5. Joël Tremblet / Jose Bertanier  Francja - 254 pkt

Pozostałe polskie załogi: M. Bartler / M. Wieczorek - #8 (358 pkt), M. Kachaniak / D. Zawłocki - #18 (680 pkt), K. Wieczorek / W. Wieczorek - #19 (706 pkt).

## Wyniki

### Indywidualnie
| #   | Pilot / nawigator                   |         | Punkty karne ogółem za rozpoznanie + nawigację + lądowania = suma | Punkty karne ogółem za rozpoznanie + nawigację + lądowania = suma |
| 1.  | Nigel Hopkins / Dale de Klerk       | RPA     | 350 + 192 + 210                                                   | = 752                                                             |
| 2.  | Janusz Darocha / Zbigniew Chrząszcz | Polska  | 575 + 580 + 250                                                   | = 1405                                                            |
| 3.  | Nathalie Strube / Patrick Sicard    | Francja | 900 + 356 + 200                                                   | = 1456                                                            |
| 4.  | Joël Tremblet / Jose Bertanier      | Francja | 550 + 738 + 360                                                   | = 1648                                                            |
| 5.  | Jiří Filip / Michal Filip           | Czechy  | 650 + 806 + 210                                                   | = 1666                                                            |
| 6.  | Petr Opat / Václav Pojer            | Czechy  | 1200 + 416 + 150                                                  | = 1766                                                            |
| 7.  | Hubert Huber / Johannes Cserveny    | Austria | 800 + 788 + 200                                                   | = 1788                                                            |
| 8.  | Michał Bartler / Michał Wieczorek   | Polska  | 775 + 856 + 180                                                   | = 1811                                                            |
| 9.  | Adrian Pilling / Renier Moolman     | RPA     | 1050 + 672 + 120                                                  | = 1842                                                            |
| 10. | Michel Frere / Frédérick Saquet     | Francja | 850 + 868 + 240                                                   | = 1958                                                            |

Dalsze miejsca polskich zawodników:
| 12. | Krzysztof Wieczorek / Wacław Wieczorek | Polska | 700 + 1092 + 400 = 2192 |
| 13. | Marek Kachaniak / Dariusz Zawłocki     | Polska | 1275 + 946 + 400 = 2621 |

### Zespołowo
(liczba pkt karnych - brano pod uwagę dwóch najlepszych zawodników):
1. RPA - 2594
2. Francja - 3104
3. Polska - 3216
4. Czechy - 3432
5. Austria - 5466
6. Wielka Brytania - 5954
7. Hiszpania - 6244
8. Niemcy - 6706
9. Chile - 8791
10. Rosja - 11097
11. Grecja - 20414